# Силвестър III
Силвестър III (на латински: Silvester PP. III) е римски папа в периода от 20 януари 1045 г. до 10 март 1045 г. 
След като папа Бенедикт IX е изпратен в изгнание епископът на Сабина Джовани дел Кресченци е избран за нов папа и приема името Силвестър III, но скоро след това Бенедикт се завръща на престола. Впоследствие съборът в Сутри (декември 1046) го отлъчва и изпраща в манастир. Въпреки това Силвестър продължава да ръководи сабинската епископия до 1062 г.